# 테이크투 인터랙티브
테이크투 인터랙티브 소프트웨어 주식회사(영어: Take-Two Interactive Software, Inc)는 2K와 락스타 게임즈의 모회사로 세계 10대 게임 기업 중 하나인 미국의 게임 개발사, 발매사, 배급사이다. 회사의 본사는 미국 뉴욕 시에 위치해 있으며, 국제적 본사는 스위스 제네바에 위치해있다. 개발 스튜디오는 샌디에이고, 밴쿠버, 토론토, 텍사스주 오스틴에 위치해있다. 테이크투는 여러 개의 유명한 게임을 개발하고 발매했는데, 그랜드 테프트 오토 시리즈와 시리어스 샘, 미드나이트 클럽, 맨헌트, 그리고 최근에 출시된 바이오쇼크 등이 있다. 2K 게임즈, 록스타 게임즈 등의 자회사를 여러개 소유하고 있다.

## 개발한 게임
- 마스터 오브 오리온

## 배급한 게임
- 다크 콜로니
- 그랜드 테프트 오토 (비디오 게임)
- 령: 문신의 소리

## 배포한 게임
- 센티피드
- 크롬: 스펙포스